# Milad Petrušić
Milad Petrušić (ur. 7 lipca 1934 w Rogaticy, zm. 22 października 2018 w Belgradzie) – serbski lekkoatleta, płotkarz. W czasie swojej kariery reprezentował Jugosławię.
Specjalizował się w biegu na 110 metrów przez płotki. Wystąpił w nim na mistrzostwach Europy w 1958 w Sztokholmie, ale odpadł w przedbiegach. Na igrzyskach olimpijskich w 1960 w Rzymie odpadł w ćwierćfinale tej konkurencji, a na mistrzostwach Europy w 1962 w Belgradzie w eliminacjach. Odpadł także w półfinale biegu na 60 metrów przez płotki na europejskich igrzyskach halowych w 1966 w Dortmundzie.
Zdobył brązowy medal w biegu na 110 metrów przez płotki na Akademickich Mistrzostwach Świata w 1957 w Paryżu. Dwukrotnie (w 1963 i 1966) zwyciężał na tym dystansie w mistrzostwach krajów bałkańskich.   
Był mistrzem Jugosławii w tej konkurencji w latach 1963–1966.
Jego rekord życiowy w biegu na 110 metrów przez płotki wynosił 14,2 s (1965), a w biegu na 200 metrów przez płotki 24,3 s (1960, rekord Jugosławii).